# Droit à un environnement sain en Tunisie

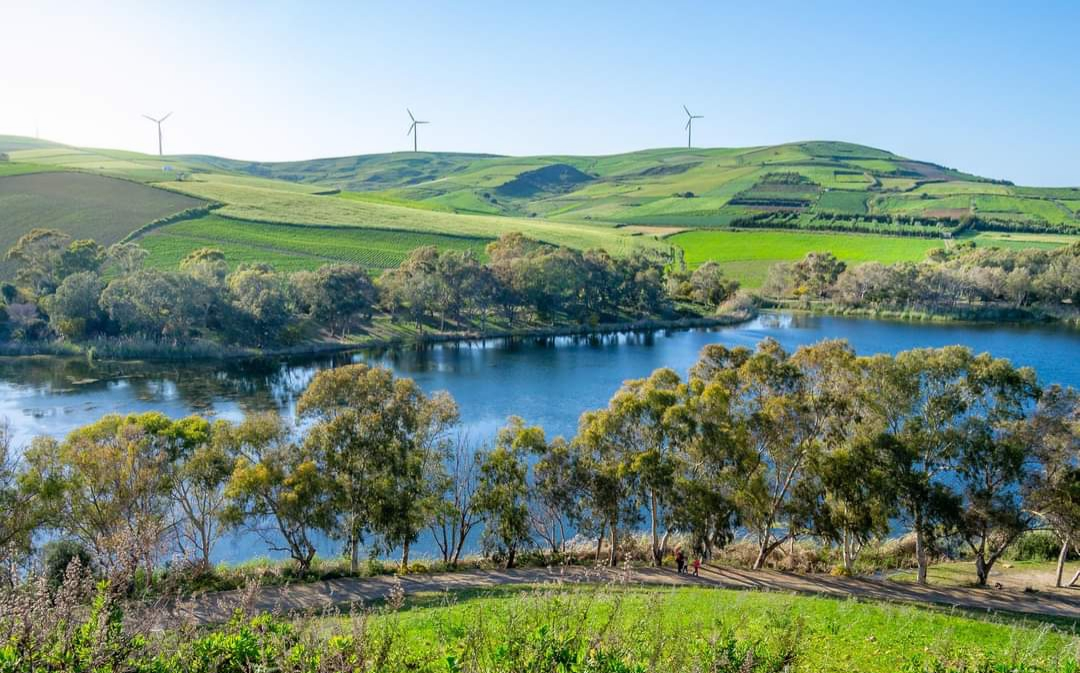
Éoliennes dans le gouvernorat de Bizerte.

Le « droit à un environnement sain » en Tunisie est un droit classé parmi les droits de l'homme et les droits fondamentaux. Il est garanti principalement par la Constitution tunisienne de 2014 mais aussi par d'autres lois et conventions internationales.

## Cadre légal

### Constitution tunisienne
Le droit à un environnement sain en Tunisie est garanti par la Constitution tunisienne de 2014, notamment à travers l'article 45 qui stipule : « L'État garantit le droit à un environnement sain et équilibré et la participation à la sécurité du climat. L'État se doit de fournir les moyens nécessaires à l'élimination de la pollution environnementale ».
La Constitution prévoit aussi dans l'article 12 du chapitre premier traitant des principes généraux que l'État a pour objectif « de réaliser la justice sociale, le développement durable, l'équilibre entre les régions et une exploitation rationnelle des richesses nationales ».
La Constitution prévoit un certain nombre d'instances constitutionnelles indépendantes qui œuvrent au renforcement de la démocratie et qui sont dotées de la personnalité juridique et de l'autonomie administrative et financière. Parmi ces instances, elle prévoit une instance pour le développement durable et des droits des générations futures. Celle-ci doit être obligatoirement consultée sur les projets de loi relatifs aux questions économiques, sociales et environnementales.

### Conventions internationales
L'État tunisien a ratifié plusieurs conventions multilatérales et bilatérales en relation avec la protection de l'environnement et la prévention de la pollution. Parmi ces conventions figurent :
- Convention des Nations unies sur la lutte contre la désertification dans les pays gravement touchés par la sécheresse et/ou la désertification en particulier en Afrique, adoptée le 17 juin 1994 (ratifiée par la loi n°95‐52 du 19 juin 1995) ;
- Convention internationale sur la responsabilité civile sur les dommages dus à la pollution par les hydrocarbures, adoptée le 29 novembre 1969 à Bruxelles (adhésion par la loi n°76‐13 du 21 janvier 1976) ;
- Convention sur la prévention de la pollution des mers résultant de l'immersion de déchets, adoptée le 29 décembre 1972 à Londres, Moscou, Mexico et Washington (adhésion par la loi n°76‐17 du 21 janvier 1976) ;
- Convention de Barcelone pour la protection de la mer Méditerranée contre la pollution, adoptée le 16 février 1976 à Barcelone (ratifiée par la loi n°77‐29 du 25 mai 1977 et amendée par la loi n°98‐15 du 23 février 1998).

### Lois nationales
Avant la promulgation de la Constitution de 2014, plusieurs lois ont prévu dans leur texte la garantie du droit à un environnement sain. Parmi ces lois figurent :
- l'article 3 de la loi n°88‐91 du 2 août 1988 portant création de l'Agence nationale de protection de l'environnement qui dispose que l'agence a pour mission de promouvoir le droit de l'environnement et la qualité de vie ;
- l'article 74 de la loi organique des communes promulguée par la loi n°75‐33 du 14 mai 1975 qui dispose que les règlements communaux ont pour objet d'assurer la sauvegarde d'un cadre de vie sain qui assure l'intégration adéquate du citoyen dans son environnement.

## Réalités
Malgré tout l'arsenal juridique, le droit à un environnement sain en Tunisie reste un droit négligé et les mouvements sociaux revendiquant ce droit parfois criminalisés.